# Campionato europeo maschile under 20 di pallavolo 2018
Il campionato europeo maschile under 20 di pallavolo 2018 si è svolto dal 14 al 22 giugno 2018 a Ede e L'Aia, nei Paesi Bassi, e Courtrai, in Belgio: al torneo hanno partecipato dodici squadre nazionali under 20 europee e la vittoria finale è andata per l'ottava volta alla Russia.

## Qualificazioni
Al torneo hanno partecipato: le nazionali dei due paesi organizzatori e dieci nazionali qualificate tramite il torneo di qualificazione.

## Impianti
|                                                                        |                                                                    |                                                                       |
|                                                                        |                                                                    |                                                                       |
| Sportcampus Lange Munte Città: Courtrai Capienza: - Anno d'apertura: - | Topsporthal Van de Knaap Città: Ede Capienza: - Anno d'apertura: - | Sportcampus Zuiderpark Città: L'Aia Capienza: - Anno d'apertura: 2017 |

## Regolamento

### Formula
Le squadre hanno disputato una prima fase a gironi con formula del girone all'italiana; al termine della prima fase:
- Le prime due classificate di ogni girone hanno acceduto alla fase finale per il primo posto strutturata in semifinali, finale per il terzo posto e finale.
- La seconda e la terza classificata di ogni girone hanno acceduto alla finale per il quinto posto strutturata in semifinali, finale per il settimo posto e finale per il quinto posto.

### Criteri di classifica
Se il risultato finale è stato di 3-0 o 3-1 sono stati assegnati 3 punti alla squadra vincente e 0 a quella sconfitta, se il risultato finale è stato di 3-2 sono stati assegnati 2 punti alla squadra vincente e 1 a quella sconfitta.
L'ordine del posizionamento in classifica è stato definito in base a:
- Numero di partite vinte;
- Punti;
- Ratio dei set vinti/persi;
- Ratio dei punti realizzati/subiti;
- Risultati degli scontri diretti.

## Squadre partecipanti
| Squadra     | Qualificazione                            | Ultima partecipazione               |
| ----------- | ----------------------------------------- | ----------------------------------- |
| Belgio      | Paese organizzatore                       | / Repubblica Ceca e Slovacchia 2014 |
| Bielorussia | 1ª al torneo di qualificazione (girone H) | Bulgaria 2016                       |
| Finlandia   | 1ª al torneo di qualificazione (girone C) | / Polonia e Danimarca 2012          |
| Francia     | 1ª al torneo di qualificazione (girone D) | Bulgaria 2016                       |
| Germania    | 1ª al torneo di qualificazione (girone E) | Bulgaria 2016                       |
| Italia      | 1ª al torneo di qualificazione (girone A) | Bulgaria 2016                       |
| Paesi Bassi | Paese organizzatore                       | Bielorussia 2010                    |
| Polonia     | 1ª al torneo di qualificazione (girone I) | Bulgaria 2016                       |
| Portogallo  | 1ª al torneo di qualificazione (girone F) | Repubblica Ceca 1998                |
| Rep. Ceca   | 1ª al torneo di qualificazione (girone J) | Bulgaria 2016                       |
| Russia      | 1ª al torneo di qualificazione (girone B) | Bulgaria 2016                       |
| Turchia     | 1ª al torneo di qualificazione (girone G) | Bulgaria 2016                       |

## Torneo

### Fase a gironi
| Girone I    | Girone II |
| ----------- | --------- |
| Bielorussia | Belgio    |
| Finlandia   | Francia   |
| Germania    | Italia    |
| Paesi Bassi | Polonia   |
| Portogallo  | Russia    |
| Rep. Ceca   | Turchia   |

#### Girone I

##### Risultati
| 14 giugno 2018 Topsporthal Van de Knaap, Ede Durata: 0h:59 - Spettatori: 125 | Portogallo  | 0 - 3 | Germania    | 7-25, 19-25, 21-25                |
| 14 giugno 2018 Topsporthal Van de Knaap, Ede Durata: 1h:14 - Spettatori: 375 | Paesi Bassi | 0 - 3 | Rep. Ceca   | 23-25, 21-25, 20-25               |
| 14 giugno 2018 Topsporthal Van de Knaap, Ede Durata: 1h:21 - Spettatori: 100 | Finlandia   | 3 - 0 | Bielorussia | 25-15, 28-26, 25-20               |
| 15 giugno 2018 Topsporthal Van de Knaap, Ede Durata: 1h:52 - Spettatori: 130 | Rep. Ceca   | 2 - 3 | Germania    | 23-25, 25-21, 25-19, 16-25, 9-15  |
| 15 giugno 2018 Topsporthal Van de Knaap, Ede Durata: 1h:16 - Spettatori: 250 | Paesi Bassi | 3 - 0 | Finlandia   | 30-28, 25-20, 25-19               |
| 15 giugno 2018 Topsporthal Van de Knaap, Ede Durata: 1h:12 - Spettatori: 50  | Bielorussia | 3 - 0 | Portogallo  | 25-19, 25-20, 25-20               |
| 16 giugno 2018 Topsporthal Van de Knaap, Ede Durata: 1h:41 - Spettatori: 100 | Finlandia   | 1 - 3 | Rep. Ceca   | 19-25, 23-25, 25-14, 23-25        |
| 16 giugno 2018 Topsporthal Van de Knaap, Ede Durata: 1h:18 - Spettatori: 100 | Germania    | 0 - 3 | Bielorussia | 23-25, 14-25, 23-25               |
| 16 giugno 2018 Topsporthal Van de Knaap, Ede Durata: 1h:36 - Spettatori: 300 | Portogallo  | 1 - 3 | Paesi Bassi | 25-22, 12-25, 21-25, 23-25        |
| 18 giugno 2018 Topsporthal Van de Knaap, Ede Durata: 1h:11 - Spettatori: 100 | Rep. Ceca   | 3 - 0 | Bielorussia | 25-18, 25-19, 25-20               |
| 18 giugno 2018 Topsporthal Van de Knaap, Ede Durata: 1h:34 - Spettatori: 120 | Finlandia   | 1 - 3 | Portogallo  | 22-25, 25-17, 19-25, 22-25        |
| 18 giugno 2018 Topsporthal Van de Knaap, Ede Durata: 1h:52 - Spettatori: 400 | Paesi Bassi | 3 - 2 | Germania    | 25-16,18-25, 16-25, 25-23, 16-14  |
| 19 giugno 2018 Topsporthal Van de Knaap, Ede Durata: 2h:00 - Spettatori: 100 | Portogallo  | 2 - 3 | Rep. Ceca   | 18-25, 27-25, 30-28, 22-25, 17-19 |
| 19 giugno 2018 Topsporthal Van de Knaap, Ede Durata: 2h:01 - Spettatori: 150 | Germania    | 3 - 2 | Finlandia   | 25-20, 23-25, 23-25, 25-19, 15-12 |
| 19 giugno 2018 Topsporthal Van de Knaap, Ede Durata: 1h:59 - Spettatori: 350 | Bielorussia | 3 - 2 | Paesi Bassi | 23-25, 25-27, 25-20, 26-24, 15-12 |

##### Classifica
| Pos | Squadra     | Pt | G | V | P | SV | SP | Ratio | PF  | PS  | Ratio |
| --- | ----------- | -- | - | - | - | -- | -- | ----- | --- | --- | ----- |
| 1   | Rep. Ceca   | 12 | 5 | 4 | 1 | 14 | 6  | 2.333 | 459 | 430 | 1.067 |
| 2   | Paesi Bassi | 9  | 5 | 3 | 2 | 11 | 9  | 1.222 | 449 | 440 | 1.020 |
| 3   | Bielorussia | 8  | 5 | 3 | 2 | 9  | 8  | 1.125 | 382 | 380 | 1.005 |
| 4   | Germania    | 8  | 5 | 3 | 2 | 11 | 10 | 1.100 | 454 | 421 | 1.078 |
| 5   | Finlandia   | 4  | 5 | 1 | 4 | 7  | 12 | 0.583 | 424 | 433 | 0.979 |
| 6   | Portogallo  | 4  | 5 | 1 | 4 | 6  | 13 | 0.461 | 393 | 457 | 0.860 |

#### Girone II

##### Risultati
| 14 giugno 2018 Sportcampus Lange Munte, Courtrai Durata: 1h:32 - Spettatori: 75  | Turchia | 1 - 3 | Russia  | 17-25, 22-25, 25-21, 17-25        |
| 14 giugno 2018 Sportcampus Lange Munte, Courtrai Durata: 1h:22 - Spettatori: 115 | Belgio  | 3 - 0 | Polonia | 25-13, 25-23, 31-29               |
| 14 giugno 2018 Sportcampus Lange Munte, Courtrai Durata: 1h:13 - Spettatori: 48  | Italia  | 3 - 0 | Francia | 28-26, 25-18, 26-24               |
| 15 giugno 2018 Sportcampus Lange Munte, Courtrai Durata: 2h:02 - Spettatori: 80  | Russia  | 2 - 3 | Polonia | 26-24, 25-23, 19-25, 18-25, 9-15  |
| 15 giugno 2018 Sportcampus Lange Munte, Courtrai Durata: 1h:52 - Spettatori: 238 | Francia | 2 - 3 | Belgio  | 23-25, 22-25, 25-15, 25-16, 13-15 |
| 15 giugno 2018 Sportcampus Lange Munte, Courtrai Durata: 1h:43 - Spettatori: 50  | Turchia | 1 - 3 | Italia  | 19-25, 19-25, 25-20, 23-25        |
| 16 giugno 2018 Sportcampus Lange Munte, Courtrai Durata: 1h:39 - Spettatori: 52  | Polonia | 3 - 1 | Francia | 25-17, 24-26, 25-17, 25-22        |
| 16 giugno 2018 Sportcampus Lange Munte, Courtrai Durata: 1h:50 - Spettatori: 110 | Italia  | 2 - 3 | Russia  | 25-22, 25-20, 9-25, 16-25, 15-17  |
| 16 giugno 2018 Sportcampus Lange Munte, Courtrai Durata: 1h:30 - Spettatori: 118 | Belgio  | 3 - 1 | Turchia | 25-20, 23-25, 25-17, 25-20        |
| 18 giugno 2018 Sportcampus Lange Munte, Courtrai Durata: 1h:53 - Spettatori: 60  | Russia  | 3 - 2 | Francia | 25-19, 23-25, 24-26, 25-17, 15-11 |
| 18 giugno 2018 Sportcampus Lange Munte, Courtrai Durata: 1h:44 - Spettatori: 75  | Turchia | 1 - 3 | Polonia | 12-25, 23-25, 26-24, 22-25        |
| 18 giugno 2018 Sportcampus Lange Munte, Courtrai Durata: 1h:54 - Spettatori: 350 | Italia  | 2 - 3 | Belgio  | 22-25, 15-25, 25-18, 25-23, 13-15 |
| 19 giugno 2018 Sportcampus Lange Munte, Courtrai Durata: 1h:35 - Spettatori: 44  | Francia | 3 - 1 | Turchia | 25-22, 18-25, 25-20, 25-17        |
| 19 giugno 2018 Sportcampus Lange Munte, Courtrai Durata: 1h:40 - Spettatori: 55  | Polonia | 1 - 3 | Italia  | 24-26, 25-22, 18-25, 18-25        |
| 19 giugno 2018 Sportcampus Lange Munte, Courtrai Durata: 1h:35 - Spettatori: 312 | Belgio  | 1 - 3 | Russia  | 20-25, 22-25, 25-22, 23-25        |

##### Classifica
| Pos | Squadra | Pt | G | V | P | SV | SP | Ratio | PF  | PS  | Ratio |
| --- | ------- | -- | - | - | - | -- | -- | ----- | --- | --- | ----- |
| 1   | Russia  | 11 | 5 | 4 | 1 | 14 | 9  | 1.555 | 511 | 471 | 1.084 |
| 2   | Belgio  | 10 | 5 | 4 | 1 | 14 | 9  | 1.625 | 471 | 452 | 1.042 |
| 3   | Italia  | 11 | 5 | 3 | 2 | 13 | 8  | 1.625 | 462 | 454 | 1.017 |
| 4   | Polonia | 8  | 5 | 3 | 2 | 10 | 10 | 1.000 | 460 | 441 | 1.043 |
| 5   | Francia | 5  | 5 | 1 | 4 | 8  | 13 | 0.615 | 449 | 470 | 0.955 |
| 6   | Turchia | 0  | 5 | 0 | 5 | 5  | 15 | 0.333 | 416 | 481 | 0.864 |

### Fase finale

#### Finali 1º e 3º posto
|  | Semifinali  | Semifinali  | Semifinali |        |           | Finale 1º/2º posto | Finale 1º/2º posto | Finale 1º/2º posto |  |
|  |             |             |            |        |           |                    |                    |                    |  |
|  | Rep. Ceca   | Rep. Ceca   | 3          |        |           |                    |                    |                    |  |
|  | Rep. Ceca   | Rep. Ceca   | 3          |        |           |                    |                    |                    |  |
|  | Belgio      | Belgio      | 1          |        |           |                    |                    |                    |  |
|  | Belgio      | Belgio      | 1          |        | Rep. Ceca | Rep. Ceca          | 2                  |                    |  |
|  |             |             |            |        | Rep. Ceca | Rep. Ceca          | 2                  |                    |  |
|  |             |             | Russia     | Russia | 3         |                    |                    |                    |  |
|  | Russia      | Russia      | Russia     | Russia | 3         | 3                  |                    |                    |  |
|  | Russia      | Russia      |            |        |           | 3                  |                    |                    |  |
|  | Paesi Bassi | Paesi Bassi | 1          |        |           | Finale 3º/4º posto | Finale 3º/4º posto | Finale 3º/4º posto |  |
|  | Paesi Bassi | Paesi Bassi | 1          |        |           |                    |                    |                    |  |
|  |             |             |            |        |           |                    |                    |                    |  |
|  |             |             |            |        |           | Belgio             | Belgio             | 3                  |  |
|  |             |             |            |        |           | Belgio             | Belgio             | 3                  |  |
|  |             |             |            |        |           | Paesi Bassi        | Paesi Bassi        | 0                  |  |

##### Semifinali
| 21 giugno 2018 Sportcampus Zuiderpark, L'Aia Durata: 1h:33 - Spettatori: 200 | Rep. Ceca | 3 - 1 | Belgio      | 25-17, 14-25, 25-23, 25-21 |
| 21 giugno 2018 Sportcampus Zuiderpark, L'Aia Durata: 1h:32 - Spettatori: 350 | Russia    | 3 - 1 | Paesi Bassi | 25-23, 20-25, 25-12, 25-22 |

##### Finale 3º posto
| 22 giugno 2018 Sportcampus Zuiderpark, L'Aia Durata: 1h:19 - Spettatori: 400 | Belgio | 3 - 0 | Paesi Bassi | 35-33, 25-21, 25-20 |

##### Finale
| 22 giugno 2018 Sportcampus Zuiderpark, L'Aia Durata: 1h:46 - Spettatori: 325 | Rep. Ceca | 2 - 3 | Russia | 25-18, 13-25, 25-21, 18-25, 16-18 |

#### Finali 5º e 7º posto
|  | Semifinali  | Semifinali  | Semifinali |          |         | Finale 5º/6º posto | Finale 5º/6º posto | Finale 5º/6º posto |  |
|  |             |             |            |          |         |                    |                    |                    |  |
|  | Bielorussia | Bielorussia | 1          |          |         |                    |                    |                    |  |
|  | Bielorussia | Bielorussia | 1          |          |         |                    |                    |                    |  |
|  | Polonia     | Polonia     | 3          |          |         |                    |                    |                    |  |
|  | Polonia     | Polonia     | 3          |          | Polonia | Polonia            | 1                  |                    |  |
|  |             |             |            |          | Polonia | Polonia            | 1                  |                    |  |
|  |             |             | Germania   | Germania | 3       |                    |                    |                    |  |
|  | Germania    | Germania    | Germania   | Germania | 3       | 3                  |                    |                    |  |
|  | Germania    | Germania    |            |          |         | 3                  |                    |                    |  |
|  | Italia      | Italia      | 3          |          |         | Finale 7º/8º posto | Finale 7º/8º posto | Finale 7º/8º posto |  |
|  | Italia      | Italia      | 3          |          |         |                    |                    |                    |  |
|  |             |             |            |          |         |                    |                    |                    |  |
|  |             |             |            |          |         | Bielorussia        | Bielorussia        | 0                  |  |
|  |             |             |            |          |         | Bielorussia        | Bielorussia        | 0                  |  |
|  |             |             |            |          |         | Italia             | Italia             | 3                  |  |

##### Semifinali
| 21 giugno 2018 Sportcampus Zuiderpark, L'Aia Durata: 1h:48 - Spettatori: 50 | Bielorussia | 1 - 3 | Polonia | 27-29, 28-26, 21-25, 18-25        |
| 21 giugno 2018 Sportcampus Zuiderpark, L'Aia Durata: 2h:02 - Spettatori: 50 | Germania    | 3 - 2 | Italia  | 25-21, 21-25, 25-23, 23-25, 18-16 |

##### Finale 7º posto
| 22 giugno 2018 Sportcampus Zuiderpark, L'Aia Durata: 1h:00 - Spettatori: 25 | Bielorussia | 0 - 3 | Italia | 17-25, 20-25, 9-25 |

##### Finale 5º posto
| 22 giugno 2018 Sportcampus Zuiderpark, L'Aia Durata: 1h:30 - Spettatori: 150 | Polonia | 1 - 3 | Germania | 25-21, 23-25, 22-25, 16-25 |

## Podio

### Campione
Formazione: 1 Ivan Kuznecov, 3 Aleksandr Zachvatenkov, 4 Artëm Mel'nikov, 5 Konstantin Abaev, 7 Egor Sidenko, 9 Fannur Kajumov, 10 Stanislav Antonov, 12 Maksim Sapožkov, 14 Egor Krečetov, 17 Denis Golubev, 19 Anatolij Volodin, 21 Viktor Pivovarov, CT: Andrej Nozdrin

### Secondo posto
Formazione: 1 Jan Pavlíček, 2 Radim Šulc, 3 Martin Gerza, 4 Ondřej Piskáček, 5 Josef Polák, 6 Filip Humler, 10 Jan Svoboda, 11 Lukáš Vašina, 13 Jirí Toman, 15 Pavel Horák, 17 Marek Šotola, 20 Lukáš Trojanowicz, CT: Jan Svoboda

### Terzo posto
Formazione: 1 Simon Plaskie, 2 Michiel Debaus, 3 Wout D'Heer, 4 Kobe Brems, 5 Mathijs Desmet, 7 Matthieu Vanneste, 8 Berre Peters, 9 Jome Vandamme, 10 Tim Verstraete, 11 Seppe Van Hoyweghen, 12 Dries Van Lommel, 16 Kevin Bossée, CT: Kris Eyckmans

## Classifica finale
| Pos     | Squadra     | Qualificazione                    |
| ------- | ----------- | --------------------------------- |
| Oro     | Russia      | Campionato mondiale under 21 2019 |
| Argento | Rep. Ceca   | Campionato mondiale under 21 2019 |
| Bronzo  | Belgio      |                                   |
| 4       | Paesi Bassi |                                   |
| 5       | Germania    |                                   |
| 6       | Polonia     |                                   |
| 7       | Italia      |                                   |
| 8       | Bielorussia |                                   |
| 9       | Francia     |                                   |
| 10      | Finlandia   |                                   |
| 11      | Portogallo  |                                   |
| 12      | Turchia     |                                   |

## Premi individuali
| Premio                | Nome              | Squadra     |
| --------------------- | ----------------- | ----------- |
| MVP                   | Konstantin Abaev  | Russia      |
| Miglior palleggiatore | Konstantin Abaev  | Russia      |
| Miglior opposto       | Marek Šotola      | Rep. Ceca   |
| Miglior schiacciatore | Matthieu Vanneste | Belgio      |
| Miglior schiacciatore | Bennie Tuinstra   | Paesi Bassi |
| Miglior centrale      | Sjors Tijhuis     | Paesi Bassi |
| Miglior centrale      | Josef Polak       | Rep. Ceca   |
| Miglior libero        | Tim Verstraete    | Belgio      |